# Salim Azim Assani
Pour les articles homonymes, voir Assani.
Salim Azim Assani, né le 26 décembre 1984 à N'Djamèna, est un expert du numérique et des médias tchadien. Il est le cofondateur du hub technologique WenakLabs.

## Biographie

### Formation et début de carrière
Salim Azim Assani naît le 26 décembre 1984 à N'Djamèna. Il est diplômé de l'Université de Bangui, en Administration et Maintenance des Systèmes Informatiques. Puis d'un Master en Management des Médias à l'École Supérieure de Journalisme de Lille (France).

### Parcours professionnel
Entre 2010 et 2013, il travaille pour la section espagnole de Médecins Sans Frontières en République centrafricaine. En 2011, il est sélectionné pour intégrer la première promotion de Mondoblog, la plateforme des blogueurs francophones.
De retour au pays en avril 2014, il co-fonde WenakLabs avec des amis blogueurs, informaticiens, sociologues et juristes, le premier hub technologique au cœur de N'Djamèna, la capitale tchadienne.
En 2020, il est nommé par décret le Directeur Général Adjoint de la Maison Nationale de la Femme, poste qu’il a occupé durant un an.
Parallèlement à ces activités, il enseigne à l'École Nationale d'Administration (ENA), à l'École Nationale des Technologies de l'Information et de la Communication (ENASTIC) et au CEFOD Business School.

### Engagements et plaidoyer
Il a collaboré avec plusieurs institutions pour la rédaction des rapports sur l’état des lieux du numérique au Tchad et désigné parmi les justiciers du Sahel par Oxfam,,.